# 傳藝金曲獎
傳藝金曲獎（英語譯名：The Golden Melody Awards for Traditional Arts and Music，縮寫：GMATAM）為獎勵臺灣傳統暨藝術音樂及戲曲表演藝術之相關從業人員及團體，而設置之獎項。從原行政院新聞局主辦之「金曲獎」轉變至今，歷經文化部影視及流行音樂產業局接手，目前由文化部附屬機關國立傳統藝術中心籌備辦理。

## 歷史沿革

### 前身
行政院新聞局從1988年底開始籌劃設置「金曲獎」，於隔年正式舉辦第一屆金曲獎，其設立宗旨以為提高流行音樂水準、鼓勵音樂創作之從業人員，並以臺灣音樂獎的最高榮譽為目標。

### 緣起
1989年起，每一年定期舉辦金曲獎，經過七屆時間，當時行政院新聞局歷經多次討論與檢討，為精簡人力經費資源，以及將金曲獎放大格局，除了流行音樂外，獎勵類型增加了古典音樂、民族樂曲、地方戲劇、民俗曲藝、口語說講、兒童樂曲等不同樂種。因此自1997年第八屆開始，將「唱片金鼎獎」與「金曲獎」二種活動合併辦理，並重新設計獎項，將個人獎項區分為「流行音樂類」及「非流行音樂類」。
自2001年第十二屆金曲獎開始，為避免大眾誤解非流行音樂為冷門的音樂種類，將「非流行音樂類」更名為「傳統暨藝術音樂作品類」。2012年隨著新聞局裁併與文化部成立後，原由新聞局主辦的金曲獎業務併入文化部影視及流行音樂產業局。自2014年開始金曲獎分家，流行音樂類繼續由影視及流行音樂產業局辦理；傳統暨藝術音樂作品類則交由國立傳統藝術中心辦理評審及頒獎典禮，並正式更名為「傳藝金曲獎」。

### 名稱與屆數沿用
原金曲獎在臺灣民眾心中已是最具代表性的音樂獎項，故在2014年金曲獎分家時，文化部為保留其歷史脈絡與維持品牌，將「傳統暨藝術音樂作品類」正式命名為「傳藝金曲獎」，沿用金曲獎的舊名，同時也延續原先金曲獎的屆數，從第二十五屆持續計算，另外獎項重新調整為「出版類」及「戲曲表演類」兩大類別。

### 發展
2015年為提升傳藝金曲獎國際化之格局及華人音樂及傳統表演藝術之視野與能見度，於第二十六屆傳藝金曲獎獎勵辦法調整為除戲曲表演類個人獎項外，其餘出版類獎項之參賽資格均不限國籍。在2017年第二十七屆傳藝金曲獎中增設「年度最佳演員」獎項，並同步下修「最佳個人表演新秀獎」之參賽年齡，使戲曲表演類在演員的鼓勵上更加周延全面。
傳藝金曲獎逐年經過檢討與改進，賽制及獎勵要點亦與時俱進。2019年，將原「最佳創作獎」獨立為「最佳作曲獎」、「最佳作詞獎」及「最佳編曲獎」三項獎項；戲曲表演類增設「最佳劇本獎」及「最佳音樂設計獎」以及部分獎項調整名稱。2021年新增「最佳導演獎」。2022年，新增「評審團獎」及「最佳偶戲主演獎」，而「最佳演員獎」及「最佳偶戲主演獎」調整為不侷限於單一得主，另「最佳個人表演新秀」獎，更名為「最佳青年演員獎」。2023年，將原「出版類」獎項更名為「音樂類」。

## 現有獎項
現行獎項依《傳藝金曲獎獎勵要點》頒發，獎項分為3類，分別為「音樂類」、「戲曲表演類」及「特別獎」，含18個報名項目，共20個獎項。
1. 音樂類：又分專輯獎及個人獎。其中專輯獎包含：最佳傳統音樂專輯獎、最佳藝術音樂專輯獎、最佳跨界音樂專輯獎、最佳傳統表演藝術影音出版獎；個人獎包含最佳作曲獎、最佳作詞獎、最佳編曲獎、最佳專輯製作人獎、最佳演奏獎、最佳演唱獎、最佳錄音獎。
2. 戲曲表演類：包含最佳年度作品獎、最佳編劇獎、最佳音樂設計獎、最佳青年演員獎、最佳演員獎、最佳偶戲主演獎、最佳導演獎、評審團獎。
3. 特別獎

## 獎項類別

### 傳藝金曲獎
現行獎項依《傳藝金曲獎獎勵要點》頒發。
| 類別            | 獎項               |
| --------------- | ------------------ |
| 音樂類 – 專輯獎 | 最佳傳統音樂專輯獎 |
| 音樂類 – 專輯獎 | 最佳藝術音樂專輯獎 |
| 音樂類 – 專輯獎 | 最佳跨界音樂專輯獎 |
| 音樂類 – 專輯獎 | 最佳影音出版獎     |
| 音樂類 – 個人獎 | 最佳作曲獎         |
| 音樂類 – 個人獎 | 最佳作詞獎         |
| 音樂類 – 個人獎 | 最佳編曲獎         |
| 音樂類 – 個人獎 | 最佳專輯製作人獎   |
| 音樂類 – 個人獎 | 最佳演奏獎         |
| 音樂類 – 個人獎 | 最佳演唱獎         |
| 音樂類 – 個人獎 | 最佳錄音獎         |
| 戲曲表演類      | 最佳年度作品獎     |
| 戲曲表演類      | 最佳編劇獎         |
| 戲曲表演類      | 最佳導演獎         |
| 戲曲表演類      | 最佳音樂設計獎     |
| 戲曲表演類      | 最佳青年演員獎     |
| 戲曲表演類      | 最佳演員獎         |
| 戲曲表演類      | 最佳偶戲主演獎     |
| 特別獎          | 評審團獎           |
| 特別獎          | 特別獎             |

## 歷屆概況

### 傳藝金曲獎
| 屆次 | 頒獎日期       | 獎項數 | 主持人        | 主持人                      | 舉辦地點                   | 承辦單位                   | 轉播單位                      |
| 屆次 | 頒獎日期       | 獎項數 | 星光大道      | 頒獎典禮                    | 舉辦地點                   | 承辦單位                   | 轉播單位                      |
| ---- | -------------- | ------ | ------------- | --------------------------- | -------------------------- | -------------------------- | ----------------------------- |
| 18   | 2007年6月2日   | 12     | 無            | 郎祖筠 趙自強               | 臺北內湖自由廣場           | 行政院新聞局               | 東森電視                      |
| 19   | 2008年6月21日  | 14     | 無            | 吳淡如 蘇逸洪               | 臺北縣政府多功能集會堂     | 行政院新聞局               | 東風衛視                      |
| 20   | 2009年6月6日   | 16     | 無            | 郎祖筠 蘇逸洪               | 臺北市國父紀念館           | 行政院新聞局               | 東風衛視                      |
| 21   | 2010年6月5日   | 17     | 無            | 黃國倫 柳翰雅               | 臺北市國父紀念館           | 行政院新聞局               | 台視                          |
| 22   | 2011年5月28日  | 17     | 無            | 王文華 柳翰雅               | 臺灣大學綜合體育館         | 行政院新聞局               | 台視                          |
| 23   | 2012年6月2日   | 17     | 無            | 許傑輝 黃嘉千               | 臺北市國父紀念館           | 文化部影視及流行音樂產業局 | 台視                          |
| 24   | 2013年6月8日   | 17     | 無            | 郭子乾 郎祖筠               | 臺北市國父紀念館           | 文化部影視及流行音樂產業局 | 民視                          |
| 25   | 2014年8月9日   | 13     | 無            | 曾寶儀 李小平               | 臺北市中山堂               | 國立傳統藝術中心           | 東森超視                      |
| 26   | 2015年8月1日   | 13     | 無            | 黃子佼 郎祖筠               | 臺北市中山堂               | 國立傳統藝術中心           | 中天電視                      |
| 27   | 2016年8月13日  | 14     | 無            | 黃子佼 郎祖筠               | 宜蘭傳藝中心               | 國立傳統藝術中心           | 東森超視                      |
| 28   | 2017年8月26日  | 14     | 無            | 澎恰恰 黃嘉千               | 國立臺灣藝術大學臺藝表演廳 | 國立傳統藝術中心           | 華視                          |
| 29   | 2018年8月11日  | 16     | 無            | 趙自強 郎祖筠               | 臺灣戲曲中心               | 國立傳統藝術中心           | 年代                          |
| 30   | 2019年8月10日  | 18     | 小柔          | 無                          | 臺灣戲曲中心               | 國立傳統藝術中心           | 年代                          |
| 31   | 2020年10月24日 | 18     | 鏝鏝          | 無                          | 臺灣戲曲中心               | 國立傳統藝術中心           | 中視                          |
| 32   | 2021年10月9日  | 19     | 鏝鏝          | 楊千霈                      | 臺灣戲曲中心               | 國立傳統藝術中心           | 中視                          |
| 33   | 2022年10月29日 | 20     | 鏝鏝          | 郭春美 徐展元 孫凱琳 蘇俊穎 | 臺灣戲曲中心               | 國立傳統藝術中心           | 中視                          |
| 34   | 2023年10月7日  | 20     | 鏝鏝          | 柯念萱 Ponay                | 臺灣戲曲中心               | 國立傳統藝術中心           | 中視                          |
| 35   | 2024年8月31日  | 20     | 鏝鏝          | 許富凱                      | 臺灣戲曲中心               | 國立傳統藝術中心           | 中視                          |
| 36   | 2025年8月23日  | 20     | 柯大堡 孫凱琳 | 許效舜 楊小黎               | 臺灣戲曲中心               | 國立傳統藝術中心           | 台視綜合台 （製播：三立電視） |

## 外部連結
- 國立傳統藝術中心 （页面存档备份，存于）
- 傳藝金曲獎官網
- 傳藝金曲獎的Facebook專頁
- 傳藝金曲獎的Instagram帳戶
- YouTube上的傳藝金曲獎頻道